# ولي

## مفهوم ولي الله
الولي في اللغة: القرب والدنو والمطر بعد المطر.
والمراد بولي الله: العالِم بالله المواظب على طاعته المخلص في عبادته.
وسُمي ولي من المحبة والقرب، ومن موالاته للطاعات أي متابعته لها.
وهو يطلق على كل من ولي أمراً أو قام به، والنصير، والمحب، والصديق، والحليف، والصهر، والجار، والتابع، والمعتق، والمطيع يقال: المؤمن ولي الله، والمطر يسقط بعد المطر، والولي ضد العدو، والناصر والمتولي لأمور العالم والخلائق، ويقال للقيِّم على اليتيم الولي، وللأمير الوالي.
قال الراغب الأصفهاني: الولاء والتوالي يطلق على القرب من حيث المكان ومن حيث النسب ومن حيث الدين، ومن حيث الصداقة، ومن حيث النصرة، ومن حيث الاعتقاد، والولاية النصرة، والولاية تولي الأمر.. والوَليُّ والموْلى يستعملان في ذلك كل واحد منهما يقال في معنى الفاعل أي الموُاِلي وفي معنى المفعول أي المُوالَى: يقال للمؤمن هو ولي الله، ويقال الله ولي المؤمنين.

## الولي اسم من أسماء الله
قد سمى الله نفسه بهذا الاسم فهو من الأسماء الحسنى قال الله عز وجل: ﴿أَمِ اتَّخَذُوا مِنْ دُونِهِ أَوْلِيَاءَ فَاللَّهُ هُوَ الْوَلِيُّ وَهُوَ يُحْيِي الْمَوْتَى وَهُوَ عَلَى كُلِّ شَيْءٍ قَدِيرٌ ۝٩﴾ (سورة الشورى:9)، وقال عز وجل: ﴿وَهُوَ الَّذِي يُنَزِّلُ الْغَيْثَ مِنْ بَعْدِ مَا قَنَطُوا وَيَنْشُرُ رَحْمَتَهُ وَهُوَ الْوَلِيُّ الْحَمِيدُ ۝٢٨﴾ (سورة الشورى: 28).
فالله عز وجل هو الولي الذي يتولاه عبده بعبادته وطاعته والتقرب إليه بما أمكن من القربات وهو الذي يتولى عباده عموماً بتدبيرهم ونفوذ القدر فيهم، ويتولى عباده بأنواع التدبير.وولاية الله عز وجل ليست كغيرها: ﴿فَاطِرُ السَّمَاوَاتِ وَالْأَرْضِ جَعَلَ لَكُمْ مِنْ أَنْفُسِكُمْ أَزْوَاجًا وَمِنَ الْأَنْعَامِ أَزْوَاجًا يَذْرَؤُكُمْ فِيهِ لَيْسَ كَمِثْلِهِ شَيْءٌ وَهُوَ السَّمِيعُ الْبَصِيرُ ۝١١﴾ (سورة الشورى:11). فهو الله الولي الذي تولى أمور العالم والخلائق، وهو مالك التدبير، وهو الولي الذي صرف لخلقه ما ينفعهم في دينهم ودنياهم وأخراهم))ا.هـ.
ويتولى عباده المؤمنين خصوصاً بإخراجهم من الظلمات إلى النور ويتولى تربيتهم بلطفه ويعينهم في جميع أمورهم وينصرهم، ويؤيدهم بتوفيقه، ويسددهم قال الله عز وجل: ﴿اللَّهُ وَلِيُّ الَّذِينَ آمَنُوا يُخْرِجُهُمْ مِنَ الظُّلُمَاتِ إِلَى النُّورِ وَالَّذِينَ كَفَرُوا أَوْلِيَاؤُهُمُ الطَّاغُوتُ يُخْرِجُونَهُمْ مِنَ النُّورِ إِلَى الظُّلُمَاتِ أُولَئِكَ أَصْحَابُ النَّارِ هُمْ فِيهَا خَالِدُونَ ۝٢٥٧﴾ (سورة البقرة:257)، وقال عز وجل: ﴿إِنَّهُمْ لَنْ يُغْنُوا عَنْكَ مِنَ اللَّهِ شَيْئًا وَإِنَّ الظَّالِمِينَ بَعْضُهُمْ أَوْلِيَاءُ بَعْضٍ وَاللَّهُ وَلِيُّ الْمُتَّقِينَ ۝١٩﴾ (سورة الجاثية:19).
فالله عز وجل هو نصير المؤمنين وظهيرهم، يتولاهم بعونه وتوفيقه، ويخرجهم من ظلمات الكفر إلى نور الإيمان.. وإنما جعل الظلمات للكفر مثلاً، لأن الظلمات حاجبة للأبصار عن إدراك الأشياء وإثباتها وكذلك الكفر حاجب لأبصار القلوب عن إدراك حقائق الإيمان، والعلم بصحته وصحة أسبابه فأخبر عز وجل عباده أنه ولي المؤمنين ومبصِّرهم حقيقة الإيمان، وسبله، وشرائعه، وحججه، وهاديهم لأدلته المزيلة عنهم الشكوك بكشفه عنهم دواعي الكفر، وظلم سواتر أبصار القلوب.
والخلاصة : أن الله أخبر أن الذين آمنوا بالله ورسله، وصدقوا إيمانهم بالقيام بواجبات الإيمان، وترك كل ما ينافيه، أنه وليهم، يتولاهم بولايته الخاصة، ويتولى تربيتهم فيخرجهم من ظلمات الجهل والكفر، والمعاصي، والغفلة، والإعراض، إلى نور العلم، واليقين، والإيمان والطاعة، والإقبال الكامل على ربه، وينور قلوبهم بما يقذف فيها من نور الوحي والإيمان، وييسرهم لليسرى، ويجنبهم العسرى، ويجلب لهم المنافع، ويدفع عنهم المضار فهو يتولى الصالحين: ﴿إِنَّ وَلِيِّيَ اللَّهُ الَّذِي نَزَّلَ الْكِتَابَ وَهُوَ يَتَوَلَّى الصَّالِحِينَ ۝١٩٦﴾ (سورة الأعراف:196)، الذين صلحت نياتهم وأقوالهم، فهم لمَّا تولوا ربهم بالإيمان والتقوى، ولم يتولوا غيره ممن لا ينفع ولا يضر تولاهم الله ولطف بهم، وأعانهم على ما فيه الخير، والمصلحة في دينهم ودنياهم ودفع عنهم بإيمانهم كل مكروه كما قال عز وجل: ﴿إِنَّ اللَّهَ يُدَافِعُ عَنِ الَّذِينَ آمَنُوا إِنَّ اللَّهَ لَا يُحِبُّ كُلَّ خَوَّانٍ كَفُورٍ ۝٣٨﴾ (سورة الحج:38).
وأما الذين كفروا، فإنهم لما تولوا غير وليهم ولاهم الله ما تولوا لأنفسهم، وخذلهم ووكلهم، إلى رعاية من تولاهم ممن ليس عنده نفع ولا ضر، فأضلوهم، وأشقوهم، وحرموهم هداية العلم النافع، والعمل الصالح، وحرموهم السعادة الأبدية وصارت النار مثواهم خالدين فيها مخلدينٍ: اللهم تولنا فيمن توليت. والله عز وجل يحب أولياءه وينصرهم ويسدده.

## وَلاية في النصوص الإسلامية
جاءت نصوص الكتاب والسنة بالاحتفاء بالأولياء، وبيان عظم منزلتهم وشأنهم، فقد قال تعالى: ﴿أَلَا إِنَّ أَوْلِيَاءَ اللَّهِ لَا خَوْفٌ عَلَيْهِمْ وَلَا هُمْ يَحْزَنُونَ ۝٦٢ الَّذِينَ آمَنُوا وَكَانُوا يَتَّقُونَ ۝٦٣ لَهُمُ الْبُشْرَى فِي الْحَيَاةِ الدُّنْيَا وَفِي الْآخِرَةِ لَا تَبْدِيلَ لِكَلِمَاتِ اللَّهِ ذَلِكَ هُوَ الْفَوْزُ الْعَظِيمُ ۝٦٤﴾ [يونس:62-64]، وروى أبو هريرة (رضي الله عنه)، أن رسول الله (صلى الله عليه وسلم) قال: ((إن الله قال: من عادى لي وليا فقد آذنته بالحرب، وما تقرب إلى عبدي بشيء أحب إلى مما افترضت عليه، وما يزال عبدي يتقرب إلى بالنوافل حتى أحبه، فإذا أحببته كنت سمعه الذي يسمع به، وبصره الذي يبصر به، ويده التي يبطش بها، ورجله التي يمشي بها، وإن سألني لأعطينه، ولئن استعاذني لأعيذنه)).
قال الشوكاني: «فهذا الحديث قد اشتمل على فوائد كثيرة النفع، جليلة القدر لمن فهمها حق فهمها وتدبرها».

## معاداة الولي
من عادى هذا الولي لله فالله عز وجل يعلمه بالحرب، قال فيما يرويه عن ربه تبارك والله: ((إن الله يقول من عادى لي ولياً فقد آذنته بالحرب، وما تقرَّب إلى عبدي بشيء أحبَّ إلى مما افترضته عليه. وما يزال عبدي يتقرب إليَّ بالنوافل حتى أحبه فإذا أحببته كنت سمعه الذي يسمع به، وبصره الذي يبصر به ويده التي يبطش بها، ورجله التي يمشي بها، وإن سألني لأعطينه ولئن أستعاذني لأعيذنه، وما ترددت عن شيء أنا فاعله ترددي عن نفس المؤمن يكره الموت وأنا أكره مساءته)) رواه البخاري. والمعنى أنه إذا كان ولياً لله عز وجل فالله يحفظه ويسدده، ويوفقه حتى لا يسمع إلا إلى ما يرضي مولاه، ولا ينظر إلا إلى ما يحبه مولاه، ولا تبطش يداه إلا فيما يرضي الله، ولا تمشي قدماه إلا إلى الطاعات فهو موفق مسدد مهتد ملهم من المولى وهو الله عز وجل ولهذا فسَّر هذا الحديث بهذا أهل العلم كابن تيمية وغيره ولأنه جاء في رواية الحديث رواية أخرى: ((فبي يسمع، وبي يبصر، وبي يبطش وبي يمشي)) رواه البخاري هذا يدل على نصرة الله لعبده، وتأييده، وإعانته، فيوفقه الله للأعمال التي يباشرها بهذه الأعضاء، ويعصمه عن مواقعة ما يكره الله عز وجل.

## أوصاف أولياء الله في القرآن
لأولياء الرحمن أوصاف ميزهم الله في كتابه، بيانا واضحا لا لبس فيه ولا اشتباه، لأن من الناس من يُلبِّس على الناس فيظهر أنه من أولياء الله، سواء بنسبه أو بجاهه أو بلبس خاص معين أو بالانتساب إلى جهة معينة، والأمر على خلاف ذلك، لذلك جاء وصف الأولياء في القرآن بأمور منها؛ أنهم يحبون الله وهو يحبهم، وأنهم أذلة على المؤمنين أعزة على الكافرين، ويجاهدون في سبيل الله لا يخافون لومة لائم.
قال تعالى في وصف أوليائه: ﴿يَا أَيُّهَا الَّذِينَ آمَنُوا مَنْ يَرْتَدَّ مِنْكُمْ عَنْ دِينِهِ فَسَوْفَ يَأْتِي اللَّهُ بِقَوْمٍ يُحِبُّهُمْ وَيُحِبُّونَهُ أَذِلَّةٍ عَلَى الْمُؤْمِنِينَ أَعِزَّةٍ عَلَى الْكَافِرِينَ يُجَاهِدُونَ فِي سَبِيلِ اللَّهِ وَلَا يَخَافُونَ لَوْمَةَ لَائِمٍ ذَلِكَ فَضْلُ اللَّهِ يُؤْتِيهِ مَنْ يَشَاءُ وَاللَّهُ وَاسِعٌ عَلِيمٌ ۝٥٤﴾ (سورة المائدة: 54).
فما بين الإنسان وبين أن يكون وليا إلا أن يحقق الإيمان والتقوى، ويعمل جاهدا لتحقيق هذه الصفات، مع اعتقاد أهل السنة والجماعة التام بأن النفع والضر وعلم الغيب والتصرف في الكون بيد الله وحده، لا يشاركه ملك مقرب، ولا نبي مرسل، ولا ولي محبوب.
وأن النبوة قد ختمت، وأن الدين قد كمل، وأنه لا يمكن أن يتلقى أحدا علوما عن الله بعد رسول الله ولو كان وليا، لأن طريق التلقي عن الله واحد وهو طريق النبوة، ولا نبوة بعد نبوة محمد (صلى الله عليه وسلم). قال تعالى: ﴿مَا كَانَ مُحَمَّدٌ أَبَا أَحَدٍ مِنْ رِجَالِكُمْ وَلَكِنْ رَسُولَ اللَّهِ وَخَاتَمَ النَّبِيِّينَ وَكَانَ اللَّهُ بِكُلِّ شَيْءٍ عَلِيمًا ۝٤٠﴾ سورة الأحزاب 40
وقوله (صلى الله عليه وسلم): ((لا نبي بَعْدِي)).
ومن العلماء الذين ذكروا الإجماع على القول بأن الرسول (صلى الله عليه وسلم) محمد خاتم الأنبياء، وأن الوحي قد انقطع بموته: القاضي عياض في كتابه الشفا، عبد القاهر البغدادي في أصول الدين، القسطلاني في إرشاد الساري، وسعد الدين التفتازاني في شرح المقاصد.

## الوَلاية والعصمة في النصوص الإسلامية
تشير نصوص القرآن والسنة النبوية، على أن العصمة ليست شرطاً للولي، قال تعالى: ﴿ثُمَّ أَوْرَثْنَا الْكِتَابَ الَّذِينَ اصْطَفَيْنَا مِنْ عِبَادِنَا فَمِنْهُمْ ظَالِمٌ لِنَفْسِهِ وَمِنْهُمْ مُقْتَصِدٌ وَمِنْهُمْ سَابِقٌ بِالْخَيْرَاتِ بِإِذْنِ اللَّهِ ذَلِكَ هُوَ الْفَضْلُ الْكَبِيرُ ۝٣٢﴾ (سورة فاطر: 32) ووجه ذلك: أن إدخال الظالم لنفسه من جملة أولياء الله ووعده بدخول الجنة؛ دليل ظاهر بأن العصمة ليست شرطا للولاية، وقال رسول الله (صلى الله عليه وسلم) لأبي بكر الصديق (رضي الله عنه) عندما عبَّر الرؤيا: ((أصبت بعضا وأخطأت بعضا))، ومعلوم أن أبا بكر أفضل الأولياء بعد الرسل. وقد قال النبي (صلى الله عليه وسلم): ((كل بني آدم خطاء، وخير الخطائين التوابون)).
قال الشوكاني: «اعلم أن أولياء الله غير الأنبياء ـ ليسوا بمعصومين، بل يجوز عليهم ما يجوز على سائر عباد الله المؤمنين».
ولهذا لما كان ولي الله يجوز أن يغلط وتخفى عليه بعض علوم الشريعة، وتشتبه عليه بعض أمور الدين؛ لم يجب على الناس الإيمان بجميع ما يقوله من هو ولي الله لئلا يكون نبيا، بل ولا يجوز لولي الله أن يعتمد على ما يلقى إليه في قلبه إلا أن يكون موافقا للشرع، فالأولياء لا تجب طاعتهم في كل ما يأمرون به ولا الإيمان بجميع ما يخبرون به؛ بل يعرض أمرهم وخبرهم على الكتاب والسنة، فما وافق الكتاب والسنة وجب قبوله، وما خالف الكتاب والسنة كان مردودا، وإن كان صاحبه من أولياء الله.
قال أبو سليمان الداراني: «إنه ليقع في قلبي النكتة من نكت القوم قلا أقبلها إلا بشاهدين: الكتاب والسنة».
قال أبو القاسم الجنيد: "علمنا هذا مقيد بالكتاب والسنة، فمن لم يقرأ القرآن ويكتب الحديث لا صلح له أن يتكلم في علمنا أو قال: لا يقتدى به.

## تفاوت العباد في وَلاية الله
الوَلاية متفاوتة بحسب إيمان العبد وتقواه، فكل مؤمن له نصيب من وَلاية الله ومحبته وقربه، فأعلى درجات الوَلاية هو السابق بالخيرات الذي يأتي بالنوافل مع الفرائض، ويبلغ بالعبادات القلبية لله عز وجل مبالغ عالية، ثم المقتصد وهو المؤمن الذي يحافظ على أوامر الله، ويجتنب معاصيه، ولكنه لا يجتهد في أداء النوافل، ثم الظالم لنفسه وهو المؤمن العاصي فهذا له من الوَلاية بقدر إيمانه وأعماله الصالحة. قال تعالى:﴿ثُمَّ أَوْرَثْنَا الْكِتَابَ الَّذِينَ اصْطَفَيْنَا مِنْ عِبَادِنَا فَمِنْهُمْ ظَالِمٌ لِنَفْسِهِ وَمِنْهُمْ مُقْتَصِدٌ وَمِنْهُمْ سَابِقٌ بِالْخَيْرَاتِ بِإِذْنِ اللَّهِ ذَلِكَ هُوَ الْفَضْلُ الْكَبِيرُ ۝٣٢﴾ (سورة فاطر32).

## أوصاف أولياء الله عند الصوفية
ذكر بعض مشايخ الصوفية الكبار كأحمد الرفاعي، وعبد العزيز الدباغ، وعبد الكريم الجيلي إلى أن الأولياء يتلقون علومهم عن الله مباشرة، وهو المعبر عنه ب«الإلهام – التحديث»
عن أبي هريرة قال: قال رسول الله صلى الله عليه وآله وسلم «لقد كان فيما قبلكم من الأمم مُحدَّثون، فإِن يكن في أمتي أحد فإِنه عمر»، وفي رواية «قد كان فيمن قبلكم من بني إِسرائيل يكلمون من غير أن يكونوا أنبياء، فإِن يكن في أمتي أحد فعمر» رواه البخاري، ورواه مسلم من حديث عائشة رضي الله عنها، ولفظه «قد كان يكون في الأمم قبلكم محدثون، فإن يكن في أمتي منهم أحد، فعمر منهم» وكذلك ذكر أبوحامد الغزالي أن الولي يلهم في تلقي العلم من الله، وأن الأولياء يشاهدون الملائكة وأرواح الأنبياء، وذكر كذلك السهروردي من صفاتهم أنهم يسمعون كلام الله، وجعل بعض الصوفية العصمة شرطا للولي كما حكى ذلك الشعراني وعبر عنه بـ«حفظ الولي».
هذا وقد اهتم علماء الأصول بالإلهام، وعقدوا له بحثاً خاصاً تكلموا فيه على معناه، والاحتجاج به. قال التاج السبكي في جمع الجوامع: (الإِلهام إِيقاع شيء في القلب يُثلَجُ له الصدر) أي ينشرح له، وحكى الماوردي والروياني في كتاب القضاء في حجية الإِلهام خلافاً، قال الزركشي في البحر المحيط: واختار جماعة من المتأخرين اعتماد الإِلهام، منهم الإِمام الرازي في تفسيره في أولة القبلة، وابن الصلاح في فتاواه، فقال: إِلهام خاطر الحق من الحق، قال: ومن علامته أن ينشرح له الصدر، ولا يعارضه معارض آخر.
وقال أبو علي التميمي في كتاب التذكرة في أصول الدين: ذهب بعض الصوفية إِلى أن المعارف تقع اضطراراً للعباد على سبيل الإِلهام، بحكم وعد الله سبحانه وتعالى بشرط التقوى، واحتج :
بقوله تعالى (يا أيها الذين ءامنوا إِن تتقوا الله يجعل لكم فرقاناً) أي ما تفرقون به بين الحق والباطل
وقوله تعالى (ومن يتق الله يجعل له مخرجاً) أي من كل ما يلتبس على غيره وجه الحكم فيه
وقوله تعالى (واتقوا الله ويعلمكم الله)
فهذه العلوم الدينية تحصل للعباد إِذا زكت أنفسهم وسلمت قلوبهم لله تعالى بترك المنهيات، وامتثال المأمورات، وخَبرُهُ صدقٌ ووعدهُ حق.
واحتجّ شهاب الدين السهروردي على الإِلهام بقوله تعالى (وأوحينا إِلى أم موسى أن أرضعيه) وبقوله (وأوحى ربك إِلى النحل) فهذا الوحي هو مجرد الإِلهام، ثم إِن من الوحي علوماً تحدث في النفوس الزكية المطمئنة، قال صلى الله عليه وآله وسلم «إِن من أمتي المُحدّثين والمُكلّمين وإِن عمر لمِنهُم» وقال تعالى: (ونفسٍ وما سّواها فألهمها فجورها وتقواها) فأخبر أن النفوس مُلهمة.
واختار السهروردي أن الإِلهام حجة لمن وقع له دون غيره، ومال إِليه سعد الدين التفتازاني في بعض مصنفاته، والراجح عند الجمهور أنه ليس بحجة، لانتفاء العصمة، وهو قول جمهور الصوفية أيضا".

## من شروط الوَلاية عند الصوفية
ذكر بعض الصوفية ذكروا طُرق وشروط أخرى لولاية الله ونيلها، من ذلك ماذكره أبو طالب المكي في قوت القلوب أن من شروط الولاية الخلوة، وهي تقتضي عندهم ترك الأهل والمال والولد فإنهم شواغل وحجر عثرة أمام طريق الولاية، وكذلك من شروط الولاية: الجوع وترك الدنيا كما نُقل عن ابي يزيد البسطامي في الرسالة القشيرية، كما أنه عند المتصوفة طريق الولاية مسدود إلا على يد الشيخ الموصل المرشد، والسبيل إلى نيلها يمر عبر خدمة الشيخ وقضاء حوائجه.